# Cephalophus jentinki
Céphalophe de Jentink
Espèce
Statut de conservation UICN

 EN C1 : En danger
Statut CITES
Le Céphalophe de Jentink est une espèce de bovidé nain d'Afrique de l'Ouest.

## Description
C'est un animal robuste, court sur pattes, portant de longues cornes (17 cm au plus), nettement marqué de noir, de blanc et de gris. La tête et le cou sont noirs, plus ou moins foncé, et forment un contraste avec les épaules et le bas de la poitrine qui sont blancs ainsi que la bordure entourant la bouche, également blanche. Le museau reste foncé. Cette coloration concerne aussi bien la peau que la fourrure, laquelle est extrêmement fine et rase. L'arrière train est gris agouti à brunâtre.

## Répartition et habitat
Cette espèce est présente en Guinée, au Sierra Leone, au Liberia et en Côte d'Ivoire. C'est là son unique aire de répartition, qui est donc bien limitée. Dans cette zone, il pénètre dans la végétation secondaire, dans la brousse, les terres cultivées et plantations, et on l'a même vu sur les plages, sans doute pour le sel. Il se cache en s'abritant dans les arbres creux, les troncs abattus et les contreforts des kapokiers (Ceiba sp.), Bombax et éveuss (Klainedoxa sp.). 
Contrairement à la plupart des céphalophes, il se couche parfois en couple. Comme C. dorsalis, il jaillit de ces refuges diurnes à toute vitesse s'il est repéré. C'est en effet un animal très alerte et craintif, d'autant plus qu'il est traqué et braconné depuis plusieurs dizaines d'années dans de nombreux endroits, sinon dans toute son aire de répartition.